# Knipowitschia caucasica
Knipowitschia caucasica és una espècie de peix de la família dels gòbids i de l'ordre dels perciformes.

## Morfologia
Els mascles poden assolir els 5 cm de longitud total.

## Distribució geogràfica
Es troba al nord de la mar Adriàtica, la mar Egea, la mar Negra, Mar d'Azov i la mar Càspia.